# Haut-du-Them-Château-Lambert
Haut-du-Them-Château-Lambert – miejscowość i gmina we Francji, w regionie Burgundia-Franche-Comté, w departamencie Górna Saona.
Według danych na rok 1990 gminę zamieszkiwało 465 osób, a gęstość zaludnienia wynosiła 18 osób/km² (wśród 1786 gmin Franche-Comté Haut-du-Them-Château-Lambert plasuje się na 335. miejscu pod względem liczby ludności, natomiast pod względem powierzchni na miejscu 55.).